# هامان (في الثقافة الغربية)

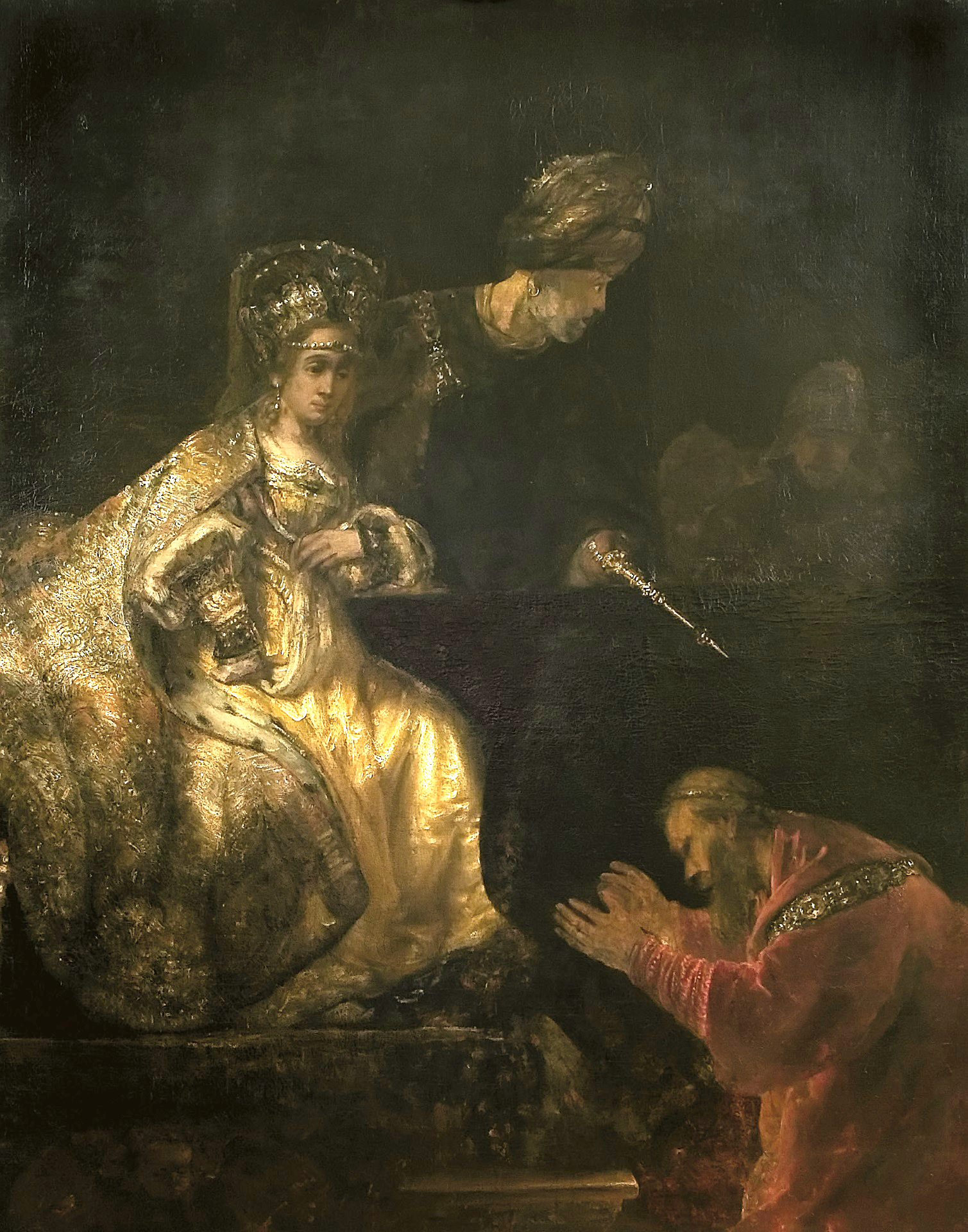
هامان يستجد رحمة إستير ، بواسطة رامبرانت

هامان ((بالعبرية: הָמָן‏) Hāmān . المعروف أيضًا باسم هامان الأجاجي أو هامان الشرير) هو العدو الرئيسي في سفر إستير، فهو وفقاً للكتاب المقدس العبري كان وزيراً عظيماً في الإمبراطورية الفارسية تحت حكم الملك أحشويروش، المعروف باسم زركسيس الأول (توفي 465 قبل الميلاد) إلا انه كان عادة ً يتم مساواته بالملك أرتحشستا الأول أو أرتحشستا الثاني. كما يشير لقبه أجاجيت ، فإن هامان من نسل أجاج، ملك العمالقة. ويفسر بعض المعلقين ان هذا النسب هو نسب رمزي نظراً لان شخصيته كانت مشابهة لشخصية العماليق. 

## أصل الكلمة ومعنى الاسم
لقد تمت مساواة اسم هامان بالاسم الفارسي «عماني» (وهو بالفارسية القديمة  𐎡𐎶𐎴𐎡𐏁، Imāniš) الذي قام بتسجيله المؤرخون اليونانيون. وتم اقتراح العديد من أصول الكلمات له: فهذه الكلمة كانت مصاحبة للكلمة الفارسية «همايون» والتي تعني «اللامع» (عادةً ما يتم ذكر هذه الكلمة في قواميس الأسماء بمعنى «الرائع»)؛ أو انها كانت مصاحبة للمشروب المقدس «هيوما»؛  أو الاسم الفارسي «فوهمان»، الذي يعني «الأفكار الجيدة». وقد قام ناقد الكتاب المقدس جنسن بربطها بالإله العيلامي «هومبان»، وهي وجهة نظر رفضها العلماء اللاحقون. ولقد تم اقتراح ان هذا الاسم مشتق من اسم روح التدمير الزرادشتية «أهريمان». ويقترح هوشاندر ان اسم هامان هو لقب كهنوتي وليس اسم علم 

## هامان في الكتاب المقدس العبري

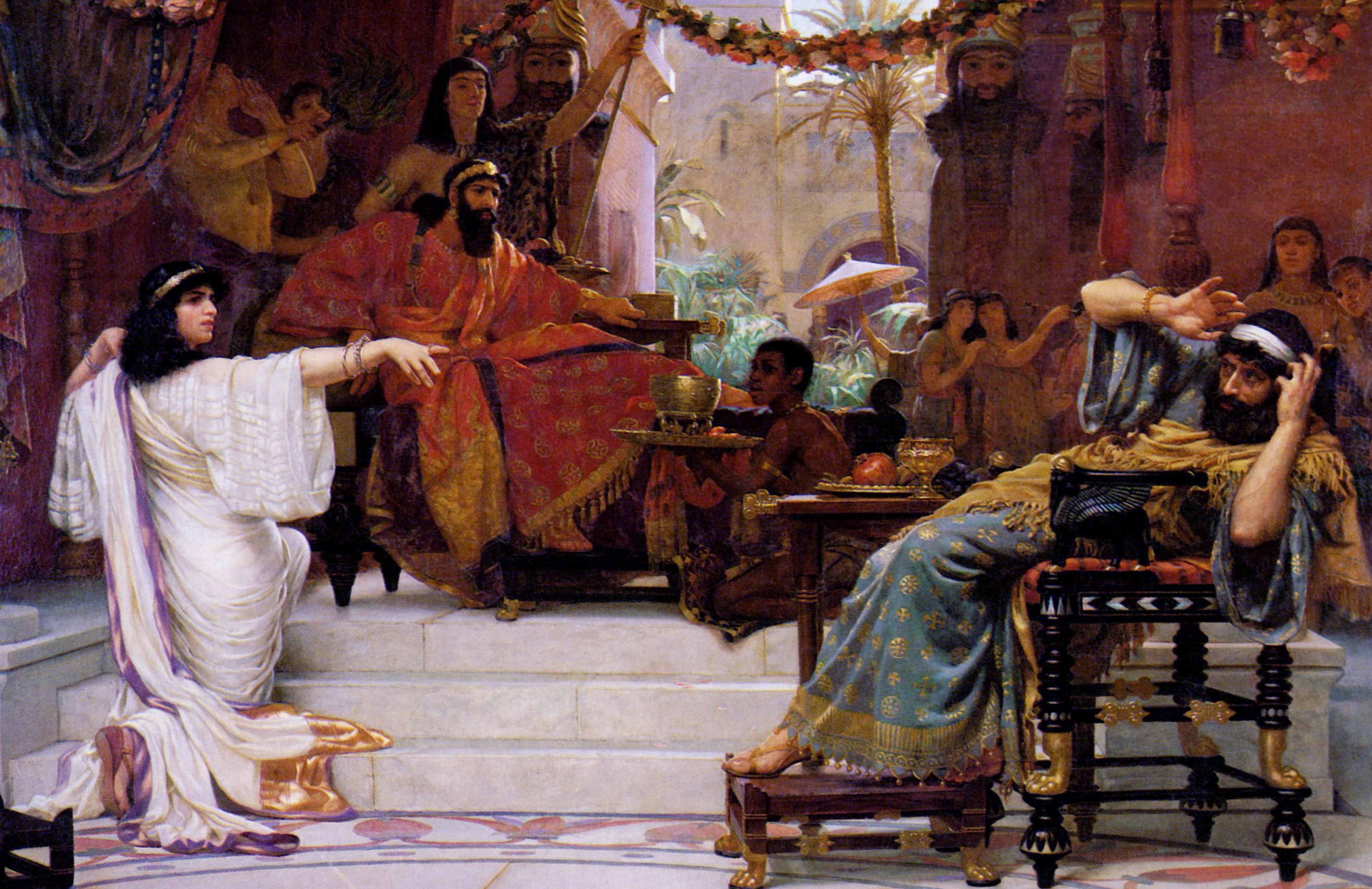
إستير تتهم هامان، بواسطة إرنست نورمان

إن هامان كان ابن حمداثا الأجاجي كما هو موصوف في سفر استير. وبعدما تم تنصيب هامان في منصب الوزير الرئيسي للملك أحشويروش كان مطلوب من كل خدم الملك ان يسجدوا إلى هامان، إلا ان مردخاي رفض هذا الامر. فقام هامان غضباَ من هذا الرفض ولمعرفته بجنسية مردخاي اليهودية بإقناع الملك أحشويروش بان يسمح له بقتل جميع اليهود في المملكة الفارسية.
لقد قامت الملكة استير اليهودية – زوجة الملك الحديثة – بإحباط هذه المؤامرة. فقد دعت استير هامان والملك إلى مأدبتين. واخبرت الملك في المأدبة الثانية ان هامان يخطط لقتلها (وقتل اليهود الآخرين). فأغضب هذا الامر الملك، كما ازداد غضبه عندما عاد إلى الغرفة بعد وقت قصير ووجد هامان طريح اريكة استير بقصد توسل الرحمة من استير، إلا ان الملك فسر ذلك بأنه خطوة تمهيدية لممارسة الجنس مع الملكة.
وتم شنق هامان بأمر الملك من على المشنقة التي ارتفاعها 50 ذراع، والتي اعدها هامان بنفسه اصلاً بتوصية من زوجته صريش لشنق مردخاي. كما تم تعليق جثث أبناء هامان العشرة بعد ان تم قتلهم في معركة ضد اليهود. وجدير بالذكر ان اليهود قتلوا ايضاً حوالي 75,000 من اعدائهم دفاعاً عن انفسهم.
يمكن فهم الهدف الظاهري من هذه المشنقة ذات الارتفاع الغريب من خلال جغرافية شوشان: كان منزل هامان (حيث تم نصب عمود سارية المشنقة) يقع على الأرجح في مدينة سوسة (وهي منطقة مسطحة)، بينما كانت القلعة والقصر الملكي يقعان على تلة ترتفع حوالي 15 متر عن منسوب المدينة. ومن شأن هذا العمود الطويل ان يسمح لهامان بمراقبة جثة مردخاي بينما يتناول الطعام في القصر الملكي في حالة سير خطته على الوجه المنشود.

## هامان في مصادر أخرى

### المدراش
المقالة الرئيسية: هامان في التراث الحاخامي
نجد انه وفقاً «لحنان ب. رافا» ان والدته كانت "ʾĂmatlaʾy"، سليلة "ʿÔrebtî " (ايضاً "ʿÔrǝbtāʾ " she-raven)، يبدوا بطريرك بيت نيهارديا الرئيسي. 
ان ترجمان استير الأول وترجمان استير الثاني يطلق عليه اسم «هامان ابن حمداثا من نسل أجاج ابن العماليق.» وترجمان شيني يوضح ان سلسلة نسب هامان كالتالي: «هامان ابن حمداثا الاجاجيتي، ابن خادة، ابن كوزا، ابن عليبيلوت، ابن ديوس، ابن ديوس، ابن بيروس، ابن معدان، بن بلعقان، ابن انتيميروس، ابن حدروس، ابن شيجار، ابن نجار، ابن برماشتا ابن فيزاثا ابن اجاج ابن سمقر ابن عماليق ابن محظية اليفاز ابن عيسو».  ويبدوا انه تم إزالة العديد من الأجيال بين اجاج الذي قام بإعدامه صموئيل النبي في زمن الملك شاؤول، وعماليق الذي عاش من قبله بقرون عديده.
يُعتبر هامان في التراث الحاخامي من أحد الأشرار التاريخيين الذين اضطهدوا اليهود. فقد حاول إبادة اليهود من اسيا، وبذلك صاغ نفسة صفة ألد أعدائهم، واصبح هامان بطبيعة الحال محور العديد من الاساطير التلمودية. فقد كان في وقت من الأوقات فقيراً للغاية، لدرجة انها باع نفسه عبداً لمردخاي. كما انه كان يعمل حلاقاً في كفار كرزوم لمدة تصل إلى إثنين وعشرين عاماً. وكان يضع على ملابسه صورة وثنية مطرزة، بحيث من يسجد له بأمر الملك يسجد ايضاً إلى هذه الصورة.
إن هامان كان ايضاً عَرَّفَاً، وعندما كان على وشك تحديد موعد إبادة اليهود بدأ بعمل قُرِعَة للتأكيد على أكثر أيام الأسبوع بشارة في هذا الغرض.  ومن ثم فكر في تحديد الشر المناسب، إلا انه وجد ان نفس الامر ينطبق على كل الشهور؛ وبالتالي فإن شهر نيسان (أبريل) كان هو الشهر المفضل لليهود نظراً لوقع عيد الفصح فيه؛ وشهر أيار (مايو) نظراً لوقوع عيد الفصح الصغير فيه.  ولكنه عندما وصل إلى شهر آذار (مارس) وجد ان علامة بروجها هو الحوت، وعندها قال «الآن سوف أكون قادرا على ابتلاعهم مثل السمك الذ يبتلع بعضهم بعضاً» (استير رباح 7؛ ترجمان شيني 3). 
لقد كان لهامان 365 مستشاراً، لكنه لم يجد من بينهم نصيحة جيدة مثل نصيحة زوجته زريش.  فقد حثت هامان على بناء مشنقة لمردخاي، وأكدت عليه ان هذه هي الطريقة الوحيدة التي يستطيع من خلالها التغلب على عدوه، نظراً لأنه حتى هذه اللحظة يتم إنقاذه دائماً من كل أنواع الموت الأخرى.  وعندما رأى الرب ان هامان نفسه هو من سوف يُشنَق على المشنقة، سأل الأشجار أيا منهم سوف تتطوع لتكون بمثابة الأداة لموته. فأعلنت كل شجرة انها كانت يتم استخدامها للأغراض المقدسة، واعترضت ان يلوثها جسد هامان النجس. وعندما جاء الدور على شجرة الشوك فكانت هي الوحيدة التي لم تجد عذراً، وبالتالي قدمت نفسها للمشنقة (استير رباح 9؛ مدراش أبا جوريون7 (تحرير بوبر، ويلنا، 1886)؛ وتم رواية هذه القصة في ترجمان شيني بطريقة مختلفة نوعاً ما).
لقد قام هامان وفقاً لترجمان شيني بقتل النبي دانيال الذي تمكن من الحياة حتى عهد الملك أحشويروش (ترجمان شيني في استير، 4، 11).

### القرآن
المقالة الرئيسية: هامان (في الإسلام)
ان هامان في القرآن (النص الأساسي في الإسلام) ليس اسم علم، ولكنه لقب كبير الوزراء والكاهن الأعلى للفرعون، وكان موسى مصاحباً له في بلاطه الملكي في عصر النبوة. وتشير موسوعة القرآن الكريم للكاتب ماكوليف من بين مصادر أخرى ان «هامان» هي الكلمة المعربة لعبارة "Ha-Amana" في اللغة المصرية القديمة. إلا ان هذا الامر يتعارض مع الكتاب المقدس، ولكنه يتماشى مع السجلات التاريخية الفارسية التي لا تحتوي على أي إشارة إلى القصة التوراتية الخاصة بالمسئول الفارسي الذي يدعى هامان خلال تلك الفترة ولا إلى شخصية استير.
لقد أتى ذكر هامان ست مرات في القرآن؛  اربع مرات مع فرعون، ومرتين بمفرده،  حيث ارسل الله موسى لدعوة فرعون، وهامان، وشعبهم إلى التوحيد، وطلب حماية بني إسرائيل الذين كان يؤذيهم فرعون وهامان. ونسب فرعون إلى موسى السحر والكذب، ورفض الدعوة إلى عبادة إله موسى، كما رفض اطلاق سراح بني إسرائيل. وكلف فرعون هامان ان يبني له صرحاً عالياً باستخدام الطوب المحروق حتى يمكنه الصعود والاطلاع على إله موسى. ولقد غرق فرعون، وهامان، وجنودهما في البحر الاحمر وهم يلاحقون بعرباتهم الحربية بني إسرائيل عندما اغلق الله عليهم شق المياه. وتم رفض خضوع فرعون إلى إله بني إسرائيل لحظة موته ودماره التام، إلا ان جثته تم الحفاظ عليها لتكون عبرة للأجيال القادمة وتم تحنيطها.

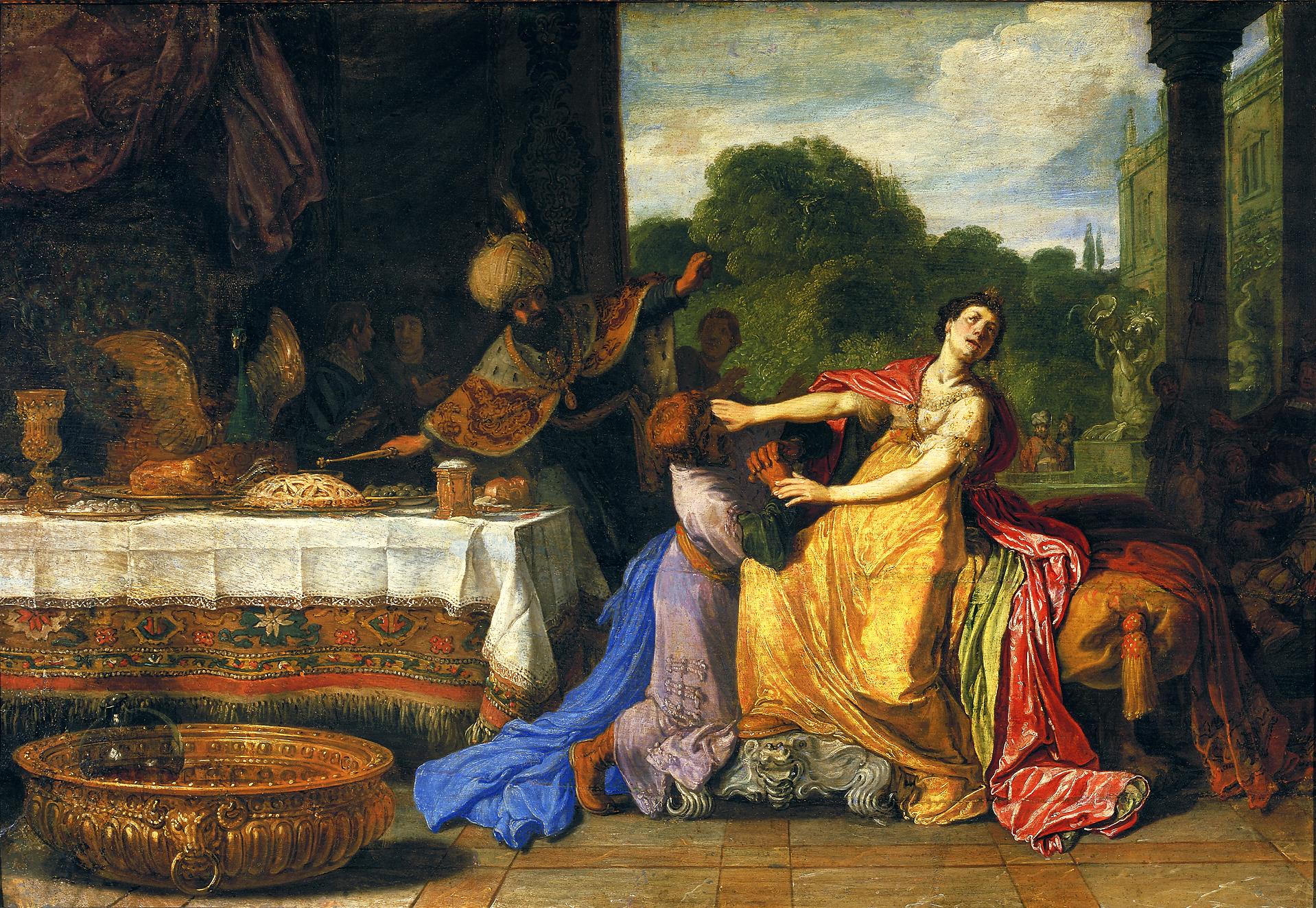
هامان يستجد رحمة إستير ، بقلم بيتر لاستمان

### يوسيفوس
لقد ذكر يوسيفوس هامان في كتابه «آثار اليهود». وتستمد رواية يوسيفوس القصة من الترجمة السبعينية لسفر استير ومن المصادر اليونانية واليهودية الأخرى، التي بعضها لم يعد موجوداً.

### الترجمة السبعينية
يدعوا زركسيس (خشايارشا الأول)هامان في الترجمة السبعينية (LXX) بلقب «المقدوني» (انظر سفر استير 16:10). كان لدى العلماء تفسيرين مختلفين لهذه التسمية؛ (1) ان لقب المقدوني كان يتم استخدامه ليحل محل كلمة «ميدي»، ويؤكد هذا التفسير عندما قال أيضا انه لا يوجد فيه دم فارسي. (عملياً الفارسيين والميديين اشتركوا في حكم إمبراطورية، إلا انه كان يوجد بينهما خلاف كبير). (2) الرأي الثاني يقول بأن زركسيس دعاه بالجاسوس المقدوني، نظراً لإصراره على التسبب في حرب أهلية داخل بلاد فارس بين اليهود والفرس.
ان الترجمة السبعينية تترجم كلمة «يعلق» (بالعبرية: ויתלו، حرفيا «يعلق»، «يشنق») الخاصة بسفر استير 7: 9-10 على انها «يصلب» أو «يخزوق» (باليونانية القديمة: σταυρωθήτω، وبالحروف الرومانية: staurōthētō، حرفيا «يخزوق»)، وذلك باستخدام الفعل الذي تم استخدامه لاحقاً في انجيل متى بالعهد الجديد. ويتم وصف الجهاز الذي ارتفاعه خمسون ذراعاً والذي تم استخدامه في عملية الإعدام وصفاً مبهماً باستخدام الكلمة (باليونانية القديمة: ξύλον، وبالحروف الرومانية: xulon، حرفياً «خشب») التي قد تعني شجرة، أو هراوة، أو عصا، أو مشنقة، أو الجزء الرأسي من الصليب المستخدم في عملية الصلب، أو أي شيء مصنوع من الخشب، وذلك الغموض موجود في النص الأصلي (بالعبرية: העץ، حرفياً «شجرة»، «خشبة»). 

### الفولجيت (الترجمة اللاتينية للكتاب المقدس)

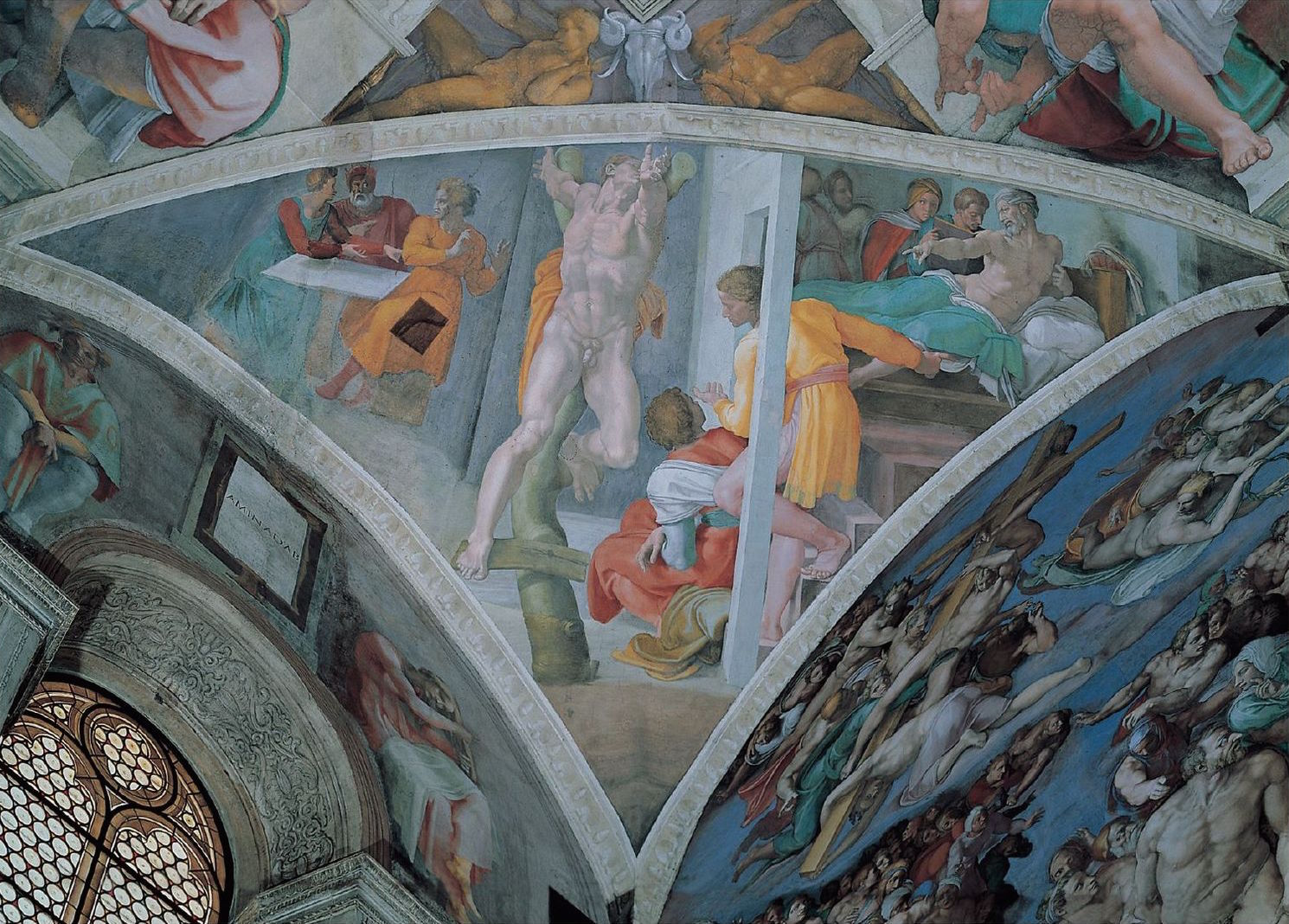
صلب هامان بواسطة مايكل أنجلو ، كنيسة سيستين

ان عملية اعدام هامان في الفولجيت غامضة مثل الغموض الموجود في الترجمة السبعينية، فإنها تحوي بكلاً من الشنق والصلب. فالشيء الذي ارتفاعه خمسون ذراعاً والموصوف بانه xylon في الترجمة السبعينية (باليونانية القديمة: ξύλον، وبالحروف الرومانية: xulon، حرفياً «خشب»)، هو نفس الغمود المشار إليه «بالخشبة» (باللاتينية: lignum). وترجمة فولجيت لسفر استير 7:10 علاوة على ذلك تشير إلى كلمة patibulum المستخدمة في مكان اخر يصف القطعة المتقاطعة في عملية الصلب، وذلك عندما كان يصف مصير هامان: suspensus est itaque Aman in patibulo quod paraverat Mardocheo، «ولذلك تم صلب هامان على patibulum الذي اعده لإعدام مردخاي».  ويوجد في أحد زوايا سقف كنيسة سيستين تصوير جصي قام به مايكل انجلو لعملية اعدام هامان؛ فقد تم تصوير هامان مصلوباً بنفس طريقة الكاثوليك التقليدية لصلب يسوع، على الرغم من ان هذا التصوير يظهر الارجل متباعدة، وجهاز الإعدام يشبه شجرة طبيعية ارتفاعها اقل من خمسون ذارعاً.

### الكتاب المقدس باللغة الإنجليزية
ان ترجمة سفر استير لوصف اعدام هامان تناولت الموضوع بشكل مختلف. فقد اشارت نسخة ويكليف للكتاب المقدس إلى كلاً من tre (شجرة)، iebat (مشنقة)، بينما نسخة كوفرديل تفضل galowe (مشنقة). وتستخدم نسخة جنيف للكتاب المقدس الشجرة، الا ان نسخة الملك جيمس قررت استخدام المشنقة والتعليق كأكثر صيغة شيوعا؛ واستخدمت نسخة دوي-ريمس gibbet (المشنقة).  اما ترجمة يونج الحرفية فاستخدمت الشجرة والتعليق. والنسخة العالمية الجديدة، والكتاب المقدس الإنجليزي الشائع، وترجمة الحياة الجديدة كلهم استخدموا الخازوق للكلمة العبرية: ויתלו، والعمود للكلمة العبرية: העץ. 

### كإله
يجادل يعقوب هوشاندر بان اسم هامان وابيه حميداثا قد ذكرهما سترابو على انهما عُمان وأناداتوس اللذين تمت عبادتهما مع اناهينتا في مدينة زيلا. ويفترض هوشاندر بان همان هو لقب كهنوتي وليس اسم علم إذا صحت هذه العلاقة بين الاسم وعبادة الآلهة.  وعلى الرغم من ان الأسماء التي ذكرها سترابوا لم يتم توثيقها كآلهة في النصوص الفارسية، إلا ان التلمود  ويوسيفوس  يفسرون سجود خدم البلاد الملكي لهامان في سفر استير على انها عبادة. (يفترض بعض العلماء ان «عُمان» تشير إلى المصطلح الزرادشتي فوهو مانا.)   

## تقاليد عيد المساخر
المقالة الرئيسية: عيد المساخر (الفور)
إن عيد المساخر اليهودي هو ذكرى قصة خلاص اليهود وهزيمة هامان. ويتم قراءة سفر استير علانية في ذلك اليوم ويتم إثارة الكثير من الضوضاء والضجيج في كل مرة يتم فيها ذكر اسم هامان. ويقوم اليهود في ذلك اليوم باستخدام أداة صانعة للضجيج تعبيراً عن ازدرائهم لهامان يطلق عليها بالعبرية اسم رعشان (רעשן)، (وباللغة اليديشية "grogger" أو "hamandreyer"). وتقليدياً في هذا اليوم يتم اكل معجنات تعرف باسم هاناشين (باللغة اليديشية تعنى جيوب هامان؛ وبالعبرية אזני המן، أوزني هامان، (آذان هامان).

## في الأدب والثقافة الشعبية

### كوميديا دانتي الالهية
يظهر هامان لحظة إعدامه في بداية النشيد رقم 17 من الجزء الثاني (المطهر Purgatorio) من كوميديا دانتي الإلهية. وتأتي هذه الصورة في شكل رؤية عفوية تم إعطاؤها لشخصية دانتي الحاج، وكان الغرض منها إعطاء صورة رمزية عن الغضب المشروع لمتهمي هامان (أحشويروش، واستير، ومردخاي). إن رؤية دانتي الخيالية في تلك الهلوسة من الوحي الإلهي ترى هامان رجلاً يخضع للصلب "un crucifisso".

### الروايات
تشير الروائية مارجريت ميتشل إلى هامان في رواية ذهب مع الريح (1936) في المشهد الذي يواجه فيه ريت بتلر إمكانية شنقه في السجن.
تشير الروائية اجاثا كريستي إلى هامان في رواية قضية ستايلز الغامضة في المشهد الذي يقول في المحقق في الجرائم بوارو «إنه سوف يشنقه عالياً مثل هامان».

### وسائل الاعلام المرئية
لقد تم إظهار هامان على انه الخصم الاساسي في حلقة «المعسكر اليهودي Jewbilee» من المسلسل الكرتوني ساوث بارك (عام 1999)، حيث تم تصويره محاولاً الدخول إلى العالم البشري من اجل إعادة السيطرة مرة أخرى على اليهود. كما تم تصويره ايضاً بالوزير الشرير للسلطان في مقطع «علاء الدين» من فيلم الرسوم المتحركة التليفزيوني سكوبي دو! من الليالي العربية (1994). كما تم ايضاً تصوير شخصية هامان في الفيلم الروائي الأمريكي «ليلة مع الملك» (2006)، الذي قام بدوره جيمس كاليس.
تتضمن أفلام الرسوم المتحركة الأمريكية الخاصة بالأطفال – التي يتم فيها حكاية هامان التوراتية – حلقة «الملكة استير» من سلسلة حلقات المغامرة الكبرى: قصص من الكتاب المقدس (1985-1992)، والتي تمت بصوت فيرنر كليمبيرر، والحلقات حكايات الخضروات الكمبيوترية (2000)، والتي تم تصويره فيها بواسطة «السيد لونت» من خلال حلقة «استير، الفتاة التي أصبحت ملكة».